# ناو پشتیبانی میشل
ناو پشتیبانی میشل (به انگلیسی: German auxiliary cruiser Michel) یک زیردریایی بود که طول آن ۱۳۲ متر (۴۳۳ فوت) بود. این زیردریایی در سال ۱۹۳۹ ساخته شد.